# Matthias Peßolat
Matthias Peßolat (* 26. März 1985 in Cottbus) ist ein ehemaliger deutscher Fußballspieler und heutiger -trainer. 

## Karriere
Matthias Peßolat begann das Fußballspielen mit sechs Jahren im brandenburgischen Senftenberg in der Talentschmiede des FSV Glückauf Brieske-Senftenberg. Mit 17 Jahren ging er zurück in seine Geburtsstadt und schloss sich Energie Cottbus an.
Seine Karriere im Seniorenbereich begann er allerdings beim Oberligisten FV Dresden 06 Laubegast, der ihn 2004 auslieh. Dort spielte er gleich von Beginn an als Stammspieler, aber am 10. Spieltag war nach einem Kreuzbandriss seine Debütsaison bereits wieder so gut wie beendet. Nach dem Abstieg der Dresdner kehrte er im Sommer 2005 wieder nach Cottbus zurück. Auch in Cottbus spielte er in der Oberligamannschaft und kam dort auch meistens zum Einsatz.
Bereits nach einem Jahr wechselte der vielseitige Defensivspieler zu Rot-Weiß Erfurt. Dort empfahl er sich nach kurzer Zeit in der Oberligamannschaft für die erste Mannschaft in der Regionalliga Nord und kam dort in seinem ersten Jahr bereits auf 20 Einsätze. Im Jahr darauf trug er als Stammspieler zum Aufstieg der Erfurter bei und schaffte somit den Sprung noch eine Klasse höher in die 3. Liga in den Profibereich. In der Saison 2008/09 hatte er jedoch Mühe, sich in der Mannschaft zu etablieren. Häufig wurde er nur eingewechselt, dann sogar nur in der zweiten Mannschaft eingesetzt. Auch durch zwei Platzverweise fiel er negativ auf. Die Folgesaison begann zwar vielversprechend, aber als er am dritten Spieltag erneut vom Platz gestellt wurde und die Mannschaft zudem 5:0 verlor, wurde er erneut in die zweite Mannschaft abgeschoben. Daraufhin verließ er zur Winterpause die Thüringer.
Peßolat fand im Januar 2010 im Chemnitzer FC einen neuen Arbeitgeber. Zwar spielte er mit den Sachsen erst einmal wieder in der Regionalliga, dafür war er im defensiven Mittelfeld gesetzt. Nach Platz drei in der Spielzeit 2009/10 ging der Verein in der folgenden Saison den Aufstieg an. Peßolat war erneut Stammspieler und trug dazu bei, dass dem CFC als souveräner Tabellenführer der Aufstieg in die 3. Liga gelang.
Am 27. Juni 2012 wechselte Peßolat zum FC Carl Zeiss Jena, bei dem er einen Zweijahresvertrag unterschrieb. Nachdem er in zwei Jahren 53 Spiele für den FC Carl Zeiss bestritten hatte, verkündete er im Mai 2014 seinen Weggang aus Jena. Er unterschrieb am 23. Juni 2014 einen Vertrag beim Ligarivalen FSV Wacker 90 Nordhausen.

## Nach der aktiven Karriere
Seit Herbst 2018 ist Peßolat Assistenztrainer der ersten Mannschaft von Wacker Nordhausen. Gemeinsam mit Tino Berbig, ebenfalls ehemaliger Spieler des Vereins, übernahm Peßolat im Winter 2018 sowie im Winter 2019 für einige Zeit interimistisch den Posten des Cheftrainers.

## Erfolge
- Aufstieg in die 3. Liga 2008 mit Rot-Weiß Erfurt
- Aufstieg in die 3. Liga 2011 mit dem Chemnitzer FC